# Maison du bailliage (Joigny)
La maison de bois de Joigny dite maison du bailliage ou maison de l'abbé Vignot, est un édifice situé dans la ville française de Joigny, dans l'Yonne, en région Bourgogne-Franche-Comté.

## Historique
Le siècle de la campagne de construction est le XVIe siècle. C'est ici que, selon la tradition, le bailli de Joigny rendait la justice.
La maison a été restaurée au début du XXe siècle par l'abbé Pierre Vignot, puis après les bombardements de 1940.
La maison de bois est classée au titre des monuments historiques par arrêté du 2 avril 1942.

## Description
Il s'agit d'une maison-tour construite à la Renaissance. Ses façades portent des inscriptions, gravées sur les pierres, en latin et en grec et la date de 1573 figure. Elle présente des pans de bois, sculptés d'éléments végétaux sur deux  façades. On peut y voir des écailles sur sa façade principale et, des losanges sur l’autre. Des représentations de saints et de l'Annonciation ornent les aisseliers. Il y a aussi un léger encorbellement à l'étage. Elle était dotée d'un système défensif avec une bretèche protégeant la porte d'entrée, ainsi qu'un escalier à  vis dont la spirale s'assouplit, à mesure de la montée, vers les étages privés. Une charpente due à Philibert Delorme supporte la toiture qui coiffe l'édifice.